# 倒夜香

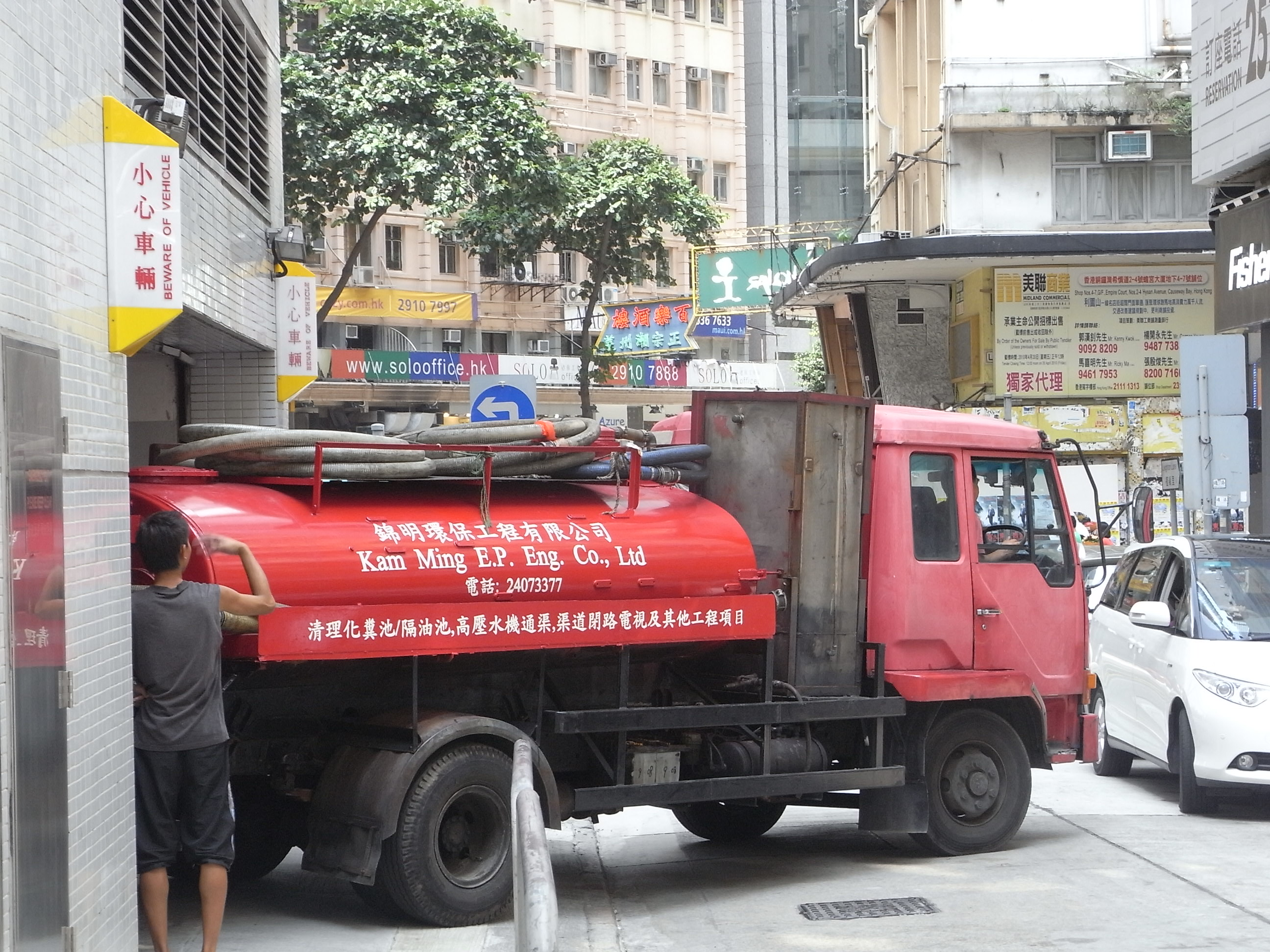
現時倒夜香的服務，已經被機械化取代

夜香是糞便的委婉語。倒夜香是古老行業，屬於結合清潔、勞動與運輸的服務業，現已極為罕見，主要由水廁、抽糞車、公廁等取代。
倒夜香出現於舊式唐樓社會，無論在鄉村，或者城市住宅地方，有人的地方就有人要大便，無拉水馬桶廁所就用痰盂，之後倒進「屎塔」（又稱為夜香筒），上蓋密封，等待晚上有倒屎車來收夜香。工人多數是女工，稱為「夜香婦」，他們用毛巾包鼻，逐家逐戶拍門叫「倒夜香」，住戶將夜香筒放置戶外、樓梯口轉角等，夜香婦用扁擔挑至街道，倒上倒屎車再運走。收取的糞便有時候會用作堆肥給農作物。
在西方社會，未有水廁的社區，都有倒夜香類似的服務業。這種雖然是厭惡性職業，但是工人工資不太高。倒夜香有些是地方政府市政局負責，有些是合約私營外判承包。
到2013年為止，全香港還有五個地點還需要倒夜香，一個在觀塘、一個在香港仔，另外三個則集中在油麻地。

## 另見
- 夜來香

### 腳註
1. ↑  謝志輝; 成笑. . 蘋果日報. 2013-02-04  [2017年4月23日]. （原始内容存档于2017年5月18日）.

### 其他
- 潘淑華：〈民國時期廣州的糞穢處理與城市生活 （页面存档备份，存于）〉。
- 舊式唐樓倒夜香